# Pseudacanthops lobipes
Pseudacanthops lobipes är en bönsyrseart som beskrevs av Scott LaGreca och Atilio Lombardo 1997. Pseudacanthops lobipes ingår i släktet Pseudacanthops och familjen Acanthopidae. Inga underarter finns listade i Catalogue of Life.